# El-Kanemi Warriors
El-Kanemi Warriors Football Club w skrócie El-Kanemi Warriors – nigeryjski klub piłkarski, grający w pierwszej lidze, mający siedzibę w mieście Maiduguri, leżącym w stanie Borno. Do największych sukcesów klubu należy dwukrotnie zdobycie Pucharu Nigerii w latach 1991 i 1992.

## Sukcesy
- Puchar Nigerii[1]:
  - zwycięstwo (2): 1991, 1992.
  - finał (1): 2001.

- Second Division[2]:
  - mistrzostwo (2): 1991, 2000.

## Występy w afrykańskich pucharach
| Sezon | Rozgrywki                 | Runda       | Kraj             | Klub                  | Dom | Wyjazd | Dwumecz |
| ----- | ------------------------- | ----------- | ---------------- | --------------------- | --- | ------ | ------- |
| 1992  | Puchar Zdobywców Pucharów | 1           | Kongo            | Elec Sport de Bouansa | 1–0 | 0–2    | 1–2     |
| 1993  | Puchar Zdobywców Pucharów | 1           | Gwinea Równikowa | CD Elá Nguema         | 4–0 | 0–0    | 4–0     |
| 1993  | Puchar Zdobywców Pucharów | 2           | Kamerun          | Olympic Mvolyé        | 4–0 | 0–3    | 4–3     |
| 1993  | Puchar Zdobywców Pucharów | ćwierćfinał | Tunezja          | Stade Tunisien        | 1–1 | 1–0    | 2–1     |
| 1993  | Puchar Zdobywców Pucharów | półfinał    | Egipt            | Al-Ahly Kair          | 0–0 | 0–3    | 0–3     |

## Stadion
Domowe mecze klub rozgrywa na stadionie o nazwie El-Kanemi Stadium w Maiduguri, który może pomieścić 10000 widzów.